# 최능익
최능익(崔能翊, 1889년 11월 24일 ~ 1976년 12월 22일, 평안남도 강서군 출생)은 대한민국의 독립유공자이다.

## 생애
최능익은 1916년 미국으로 이민하였다. 1920년 2월 캘리포니아 위로우스 비행사 양성소에 입소하여 훈련을 받았다. 1941년 2월 로스앤젤레스에서 변준호 등과 함께 독립운동을 위하여 중국피난민 후원회를 토대로 조선의용대 미주후원회를 조직하고 후방공작을 지원하였다. 1941년 4월 하와이 호놀룰루에서 미국내 한인단체 대표들이 모여 해외한족대회를 개최하고 8월에 통합 단체인 재미한족연합위원회가 결성되자 가입하여 활동하였다. 1944년 8월 대한민국임시정부가 외교위원부를 개조할 때에 조선민족혁명당 미주지부 대표로 로스앤젤레스에서 열린 회의에 참여하였다. 1995년 건국훈장 애국장을 추서받았다.

## 가족
아들 하워드 최는 1945년 일본과 싸우기 위하여 미 해군에 입대하였으나 필라델피아에서 훈련을 받던 중 전쟁이 끝났다. 이후 한국전쟁이 발발하자 1951년 미 해군에 재입대하여 인천 앞바다에서 수뢰 탐지 작전에 참여하였다. 현재 미국 로스앤젤레스에 거주하고 있다.